# Hans-Georg Rauch
Hans-Georg Rauch (* 21. Juni 1939 in Berlin; † 23. Dezember 1993 in Worpswede) war ein deutscher Zeichner, Cartoonist und Grafiker.

## Leben und Werk
Rauch studierte von 1961 bis 1963 an der Hochschule für bildende Künste Hamburg bei den Professoren Werner Bunz, Hans Wilhelm Fritz Thiemann und Willem Grimm. 1964 folgte ein Studienaufenthalt in Südfrankreich. Ab 1965 arbeitete er als freier Grafikdesigner und Zeichner für verschiedene deutsche und internationale Zeitungen und Zeitschriften wie Spiegel, Stern, Die Zeit, Look, Observer und New York Times. 1970 erhielt er den Heinrich-Zille-Preis für sozialkritische Grafik.
1981 zeigte das Wilhelm-Busch-Museum in Hannover einen Rückblick auf sein bisheriges Schaffen. Mit seiner Frau Ursula Rauch engagierte sich Hans-Georg Rauch 1983 in der Friedensbewegung und nahm zusammen mit anderen prominenten Künstlern und Intellektuellen an der Sitzblockade in Mutlangen gegen den NATO-Doppelbeschluss und die Stationierung amerikanischer Raketen teil. 
Von Januar 1982 bis zu seinem Tod zeichnete Rauch eine grafische Kolumne unter dem Titel Zeitzeichen für die letzte Seite des Feuilletons der Wochenzeitung Die Zeit. Es waren seine zornigen, heiteren und hintergründigen Kommentare zum Zeitgeschehen. 1983 und 1990 erschienen zwei Bücher mit einer Auswahl seiner Zeichnungen.
1986 zeigte das Goethe-Institut eine große Ausstellung seiner Werke in den USA, den Niederlanden, Belgien, Kanada, Hongkong und der Volksrepublik China. 1987 wurde Rauch zum internationalen „Cartoonist of the Year“ gewählt.
Rauchs umfangreiches Werk zeigt ihn als enorm präzisen Techniker, genauen Beobachter und Bilderfinder mit hohem gesellschaftlichen Bewusstsein. Fritz J. Raddatz nannte ihn einen „satirischen Zeichner“ und einen „Zauberer mit dem Zeichenstift.“

## Veröffentlichungen
- Die schweigende Mehrheit. Rowohlt Verlag, Reinbek 1974, ISBN 978-3-49805-674-2.
- Die Striche kommen. Von der Lust zu zeichnen. Rowohlt Verlag, Reinbek 1978, ISBN 978-3-49805-684-1, 2. Auflage Basilisken-Presse, Marburg 1997, ISBN 978-3-92534-742-9.
- Rauchzeichen. Mit einem Nachwort von Manuel Gasser. Nebelspalter-Verlag, Rorschach 1979.
- Heitere Cartoons. Droemer Knaur, München 1981, ISBN 978-3-42600-746-4.
- Rauch in Farbe. Vorwort von Georg Ramseger, Gerstenberg Verlag, Hildesheim 1984, ISBN 978-3-80673-011-1.
- Architektur. Satirische Zeichnungen. Mit einer Einführung und Bildtexten von Manfred Sack, Prestel-Verlag, München 1986, ISBN 978-3-79130-781-7.
- Neue Zeitzeichen. Mit einem Vorwort von Ulrich Greiner, Zinnober-Verlag, Hamburg 1990, ISBN 978-3-89315-028-1.
- Satirische Zeichnungen. DuMont, Köln 1995, ISBN 978-3-7701-3603-2.